# Tim Pedley
Timothy John "Tim" Pedley (né le 23 mars 1942) est un mathématicien britannique et un ancien titulaire de la chaire G. I. Taylor (en) de professeur de mécanique des fluides à l'Université de Cambridge. Son principal domaine de recherche est l'application de la mécanique des fluides à la biologie et à la médecine.

## Formation et carrière
Pedley obtient son doctorat en 1966 à l'Université de Cambridge sous la direction de George Batchelor avec une thèse intitulée « Plumes, Bubbles and Vortices ».
Il passe ensuite trois ans à l'Université Johns-Hopkins en tant que post-doctorant. De 1968 à 1973, il est professeur à l'Imperial College de Londres, après quoi il rejoint le Département de mathématiques appliquées et de physique théorique (DAMTP) à l'Université de Cambridge. Il reste à Cambridge jusqu'en 1990, quand il part pour l'Université de Leeds pour y être professeur de mathématiques appliquées. En 1996, il revient à Cambridge et de 2000 à 2005, il est à la tête du DAMTP.

## Prix et distinctions
En 1963, Tim Pedley reçoit le Prix Mayhew (en) et en 1977 il est lauréat du Prix Adams.
Il est membre du Gonville and Caius College, à Cambridge et il est élu membre de la Royal Society en 1995. En 2008 Pedley et James D. Murray sont conjointement lauréats de la Médaille d'or (en) de l'Institute of Mathematics and its Applications en reconnaissance de « leur contribution exceptionnelle à l'enseignement des mathématiques et de ses applications sur une longue période ».
De 2000 à 2006, Pedley est rédacteur du Journal of Fluid Mechanics.

## Recherches
Pedley est le pionnier de l'application de la mécanique des fluides à la compréhension des phénomènes biologiques. Son ouvrage le plus connu concerne l'étude de l'écoulement du sang dans les artères, les interactions flux-structure dans des tubes élastiques, le débit et la perte de charge dans le poumon, et le comportement collectif de micro-organismes en train de nager.
Ses travaux de recherche abordent des questions d'importance médicale, dont des greffes de pontage artériel, le flux de l'urine des reins à la vessie, et la ventilation des prématurés. Son travail sur les micro-organismes a des applications à l'écologie du plancton.

## Vie personnelle
Pedley est le fils de Richard Rodman Pedley et Jeanie Marie Mudie Pedley. Il est scolarisé à la Rugby School et au Trinity College, à Cambridge. 
En 1965, il épouse Avril Jennifer Martin Uden, avec qui il a deux fils. 